# Johann Friedrich Köllner

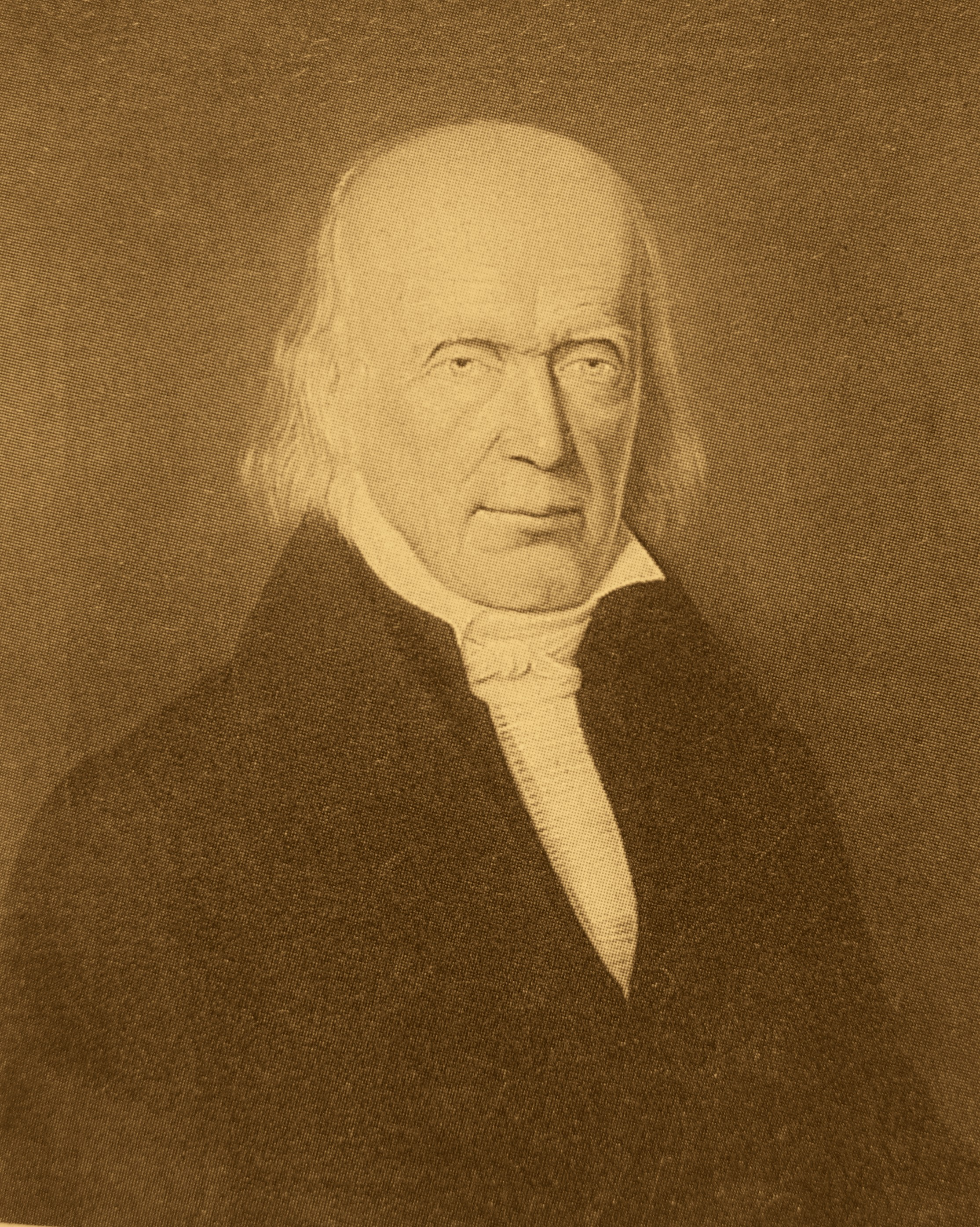
Johann Friedrich Köllner, 1764–1853 (Stadtarchiv Saarbrücken)

Johann Friedrich Köllner (* 8. Mai 1764 in Saarbrücken; † 19. August 1853 in Malstatt) war evangelischer Pfarrer, Pädagoge, Lokalhistoriker, Kommunalpolitiker und von 1816 bis 1823 Bürgermeister von (Alt-)Saarbrücken.

## Herkunft und Leben
Sein Vater war Friedrich Christian Köllner (1733–1809), Gartendirektor in den Diensten der Fürsten von Nassau-Saarbrücken. Seine Mutter Maria Margaretha (1742–1790) entstammte der Saarbrücker Kaufmannsdynastie Korn. Im Herbst 1792 musste die Familie vor den Revolutionstruppen über Landau in der Pfalz nach Baden flüchten. In dieser Zeit betätigte sich der junge Theologe Köllner als Hauslehrer bei wohlhabenden Familien. Über Basel, wo er auch den späteren preußischen Staatsminister Karl August von Hardenberg kennenlernte, kam er nach Straßburg und kehrte schließlich am 5. August 1795 wieder nach Saarbrücken zurück. Am 11. September 1798 heiratete Köllner in Lützelstein (Elsass) die Pfarrerstochter Helene Caroline geb. Wegelin (1773–1853). Aus der Ehe gingen der Sohn Adolph (1799–1877), der wie sein Vater als Lokalhistoriker hervortrat, und ein weiterer Sohn, der sich als Kunstmaler in Köln betätigt haben soll, hervor.
Friedrich Köllner wurde fast 90 Jahre alt. Er starb in bester geistiger Verfassung, aber nahezu völlig erblindet. Auf dem Kirchhof in Malstatt befand sich sein Grabdenkmal. Es wurde 1964 von der Stadtverwaltung restauriert. Bis heute markiert ein Gedenkstein die mittlerweile eingeebnete Stelle, sein Grabstein ist erhalten.

## Ausbildung
Friedrich wuchs in seiner Geburtsstadt auf, besuchte von 1773 bis 1782 das Saarbrücker Gymnasium und legte dort seine Reifeprüfung ab. Es folgte im Jahr 1783 ein Sprachstudienaufenthalt in Metz. Danach nahm er sein Theologiestudium an der Universität Halle-Wittenberg und der Universität Jena auf, verbunden mit Studienfahrten durch mittel- und süddeutsche Städte. Am 25. und 26. Mai 1786 bestand Köllner seine Examina in Saarbrücken, es folgte seine Ordination noch am selben Tage.

## Wirken als Seelsorger und Pädagoge
Köllner wurde im Jahr 1787 Freiprediger und zum Inhaber der vierten Pfarrstelle in der evangelischen Kirchengemeinde zu Saarbrücken berufen. In Bad Bergzabern half er im Pfarramt seines Onkels, dem Konsistorialrat Schmidt aus. Vergeblich bemühte er sich 1789 um eine eigene Pfarrstelle in Weißenburg. Von 1809 bis zu seiner Resignation 1837 war er Pfarrer in Malstatt und Gersweiler.
Köllner war in verschiedenen Stellungen als Hauslehrer beschäftigt. So stand er im Dienst bei Baron Karl August Ludwig Friedrich von Bode († 1797) und unterrichtete dessen Sohn Karl August Maria Heinrich Christian (* 1780), in Bergzabern und seit 1789 in Sulz unterm Wald bei Weißenburg. 1792–1794 unterrichtete er bei der Familie von Rotberg in Rheinweiler bei Bad Bellingen, von 1797–1798 bei der Familie Böcking in Saarbrücken. Damit war er ebenfalls Lehrer des jungen Heinrich Böcking, welcher Jahre später auch Saarbrücker Bürgermeister wurde.

## Öffentliche Ämter
Am Ende des Ersten Koalitionskrieges und nach dem Frieden von Campo Formio vom 4. November 1797 annektierte Frankreich alle von den Revolutionstruppen eroberten linksrheinischen Gebiete. Saarbrücken wurde Kantongemeinde im 1798 errichteten Département de la Sarre. Damit musste sich nun jeder mit den neuen Herren der französischen Munizipalverwaltung arrangieren, wer in Staat und Gesellschaft etwas werden wollte.
Vom 21. März 1798 war er bis zur Auflösung am 1. November 1800 Kommissar des Exekutivdirektoriums (commissaire du directoire exécutif du canton d’Arnoual) für den Kanton Sankt Arnual, etwa vergleichbar mit der Stellung eines Landrats. Ab 1800 amtierte er als expert du domaine und ab 1801 als Steuereintreiber (percepteur central). Von 1804 bis 1808 war er Notar (notaire public au département de la Sarre).
Am Ende der Befreiungskriege und nach den Beschlüssen des Wiener Kongresses 1815 wurde das französische Staatsgebiet wieder auf die Grenzen von 1790 reduziert. Als im Vorfeld der Friedensverhandlungen die Frage der künftigen staatlichen Zugehörigkeit Saarbrückens und des Saarreviers diskutiert wurde, dominierten bald starke propreußische Bestrebungen, in welchen sich neben Köllner auch Heinrich Böcking, Johann Philipp Fauth (1754–1836) und Karl Lauckhard engagierten. Die im Sommer 1815 zur Pariser Friedenskonferenz entsandte Deputation präsentierte dazu eine Petitionsschrift, welche den Anschluss der Saartalorte an das Königreich Preußen forderte. Den Text hatte Johann Friedrich Köllner verfasst, wie sein Sohn Adolf 50 Jahre später veröffentlichte. Saarbrücken fiel im Zweiten Pariser Frieden schließlich an Preußen, die vielseits als Fremdherrschaft empfundene Franzosenzeit war somit definitiv beendet.
Am 23. Juli 1815 wurde Johann Friedrich Köllner Stadtverordneter, zum 23. Dezember 1815 Beigeordneter des amtierenden Oberbürgermeisters Karl Ludwig Alexander Zimmermann. Diesem folgte er im September 1816 im Amte nach, „als derselbe den Platz nicht länger behalten wollte [...]“ und blieb bis zu seinem krankheitsbedingten Ausscheiden 1823 Bürgermeister von Saarbrücken, zwar ohne jemals dazu gewählt worden zu sein, aber: „sowohl mit stillschweigender Gutheißung“ des Landrats wie auch der Trierer Bezirksregierung.

## Wirken als Historiker und Publizist
Ab 1801 betätigte sich Köllner als korrespondierendes Mitglied der „Gesellschaft für nützliche Forschungen“ in Trier. Ab 1806 engagierte er sich als Mitglied der „Gesellschaft für Landwirtschaft, Wissenschaft und Künste“ (société d’agriculture, sciences et arts du département du Bas-Rhin) im benachbarten französischen Département Bas-Rhin.
Sein Hauptwerk Geschichte des vormaligen Nassau-Saarbrück’schen Landes und seiner Regenten stellte er der Öffentlichkeit im Jahre 1841 vor.

## Ehrungen
- 1821: Ernennung zum Oberbürgermeister von Saarbrücken

## Veröffentlichungen
- Friederich (so!) Köllner: Geschichte des vormaligen Nassau-Saarbrück'schen Landes und seiner Regenten Saarbrücken, 1841; Digitalisat
- A. Ruppersberg, F. Köllner, A. Köllner: Geschichte der ehemaligen Grafschaft Saarbrücken: Von der ältesten Zeit bis zur Einführung der Reformation; Verlag Saarbrücker Bücher, 1908; 334 Seiten
- F. Köllner, A. Köllner, A. Ruppersberg: Geschichte der Städte Saarbrücken und St. Johann bis zum Jahre 1815; Selbstverlag des Kreises und der Städte Saarbrücken, St. Johann und Malstatt-Burbach, 1913; 508 Seiten
- A. Ruppersberg, F. Köllner, A. Köllner: Geschichte der ehemaligen Grafschaft Saarbrücken: 1. Bd. Geschichte der Stadt Saarbrücken und St. Johann bis zum Jahre 1815. 2. Bd. Geschichte der Stadt Saarbrücken und St. Johann von 1815 bis 1909, der Stadt Malstatt-Burbach und der vereinigten Stadt Saarbrücken bis zum Jahre 1914; Verlag Saarbrücker Bücher, 1979
- A. Ruppersberg, F. Köllner, A. Köllner: Geschichte der ehemaligen Grafschaft Saarbrücken: Von der ältesten Zeit bis zur Einführung der Reformation, Band 1: Geschichte der ehemaligen Grafschaft Saarbrücken; Verlag Saarbrücker Bücher, 1979, ISBN 978-3-9218-1503-8
- A. Ruppersberg, F. Köllner, A. Köllner: Geschichte der ehemaligen Grafschaft Saarbrücken: Von der Einführung der Reformation bis zur Vereinigung mit Preussen, 1574–1815; Verlag Saarbrücker Bücher, 1979